# Unterkunfthaus Weißenstein
Weißenstein (Unterkunfthaus) war ein Gemeindeteil des Marktes Stammbach im Landkreis Hof (Oberfranken, Bayern). Heute zählt es zum Gemeindeteil Weißenstein.

## Geografie
Die Unterkunft besteht aus zwei Wohngebäuden mit der Hausnummer 1 und 3 des Gemeindeteils Weißenstein. Sie liegt auf dem Weißenstein (668 m ü. NHN) direkt neben dem Weißensteinturm.

## Geschichte
Das Unterkunfthaus Weißenstein wurde in der ersten Hälfte des 20. Jahrhunderts auf dem Gemeindegebiet von Stammbach errichtet. Es wurde auf einer topographischen Karte des Jahres 1938 erstmals verzeichnet.

### Einwohnerentwicklung
| Jahr      | 001950 | 001961 | 001970 |
| Einwohner | 5      | 3      | 2      |
| Häuser    | 1      | 1      |        |
| Quelle    | [ 6 ]  | [ 7 ]  | [ 8 ]  |